# 宙斯嶺
64°35′S 63°34′W / 64.583°S 63.567°W
宙斯嶺（英語：Zeus Ridge）是南極洲的山嶺，位於帕默群島的昂韋爾島中部，處於亞該亞山脈和特洛伊山脈之間，在1955年由英國研究隊測量，現時由南極條約體系管理。